# Le Petit Monde de don Camillo
Le Petit Monde de don Camillo is een Frans-Italiaanse film van Julien Duvivier die werd uitgebracht in 1952.
Deze filmkomedie is gebaseerd op de roman Don Camillo en de Kleine Wereld van Giovannino Guareschi die verscheen in 1948 en is het eerste en succesvolste deel van de reeks van vijf Don Camillo-films. De film staat nog steeds op de zesde plaats van de lijst van de honderd grootste Franse filmsuccessen. De film werd in 2008 ook opgenomen in de lijst van 100 film italiani da salvare.
De verfilming oogstte zoveel bijval dat Julien Duvivier de opnames voor een vervolgfilm al op het einde van 1952 begon.

## Samenvatting
Don Camillo is pastoor in het Italiaanse stadje Brescello. Zijn belangrijkste rivaal is Peppone, de communistische burgemeester die net de verkiezingen heeft gewonnen. Beiden doen alles om de ander onderuit te halen. Ze zijn echter samen opgegroeid in Brescello en daarom verzoenen ze zich telkens weer vlug met elkaar en blijven ze ook vrienden. Ze bundelen hun krachten wél als er een probleem de vrede in het stadje in het gedrang brengt. 
Zo zijn Gina en Mariolino dolverliefd op elkaar. Maar hun ouders zijn tegen een huwelijk gekant omdat hun twee families, de ene arm met communistische sympathieën en de ander rijk en heel katholiek, onderling te veel verschillen. Gina en Mariolino willen samen sterven. Daarop besluiten Don Camillo en Peppone tussenbeide te komen.

## Rolverdeling
| Acteur             | Personage         | Beschrijving         |
| ------------------ | ----------------- | -------------------- |
| Fernandel          | don Camillo       | de dorpspastoor      |
| Gino Cervi         | Giuseppe Bottazzi |                      |
| Sylvie             | mevrouw Cristina  | de onderwijzeres     |
| Vera Talchi        | Gina Filotti      |                      |
| Franco Interlenghi | Mariolino Brusco  |                      |
| Charles Vissières  |                   | de bisschop          |
| Luciano Manara     | Filotti           |                      |
| Armando Migliari   | Brusco            |                      |
| Leda Gloria        | Maria Bottazzi    | de vrouw van Peppone |
| Manuel Gary        |                   | de afgevaardigde     |
| Jean Debucourt     | Christus' stem    |                      |
| Marco Tulli        | Smilzo            |                      |
| Paolo Stoppa       | Marchetti         |                      |
| Mario Siletti      | Stiletti          |                      |
| Giorgio Albertazzi | don Pietro        |                      |
| Gualtiero Tumiati  |                   | de grootvader        |
| Saro Urzì          | Brusco            |                      |